# San Zan Degola
De San Zan Degola, Venetiaans voor San Giovanni Decollato (de onthoofde Johannes de Doper), is een kerk uit de 11de eeuw in het sestiere Santa Croce van de Italiaanse stad Venetië.
De kerk werd in de 11e eeuw gebouwd door de familie Veniera uit dank voor en als viering van een Venetiaanse overwinning op de Genuezen in Negroponte, waar de familie aan mee had geholpen. De kerk is een voorbeeld van Byzantijns-romaanse architectuur.
In de 21e eeuw worden in de kerk erediensten van de Russisch-Orthodoxe Kerk gevierd.